# Simetrijska grupa
Simetrijska grupa (tudi grupa simetrije ali grupa simetrij) danega objekta je grupa vseh izometrij pod katerimi so te invariantne za kompozitum kot operacijo. Simetrijska grupa je podgrupa izometrijske grupe v tipu obravnavanega prostora.

## Uvod
Kot objekt lahko nastopajo geometrijske oblike (liki), slike in vzorci (kot so npr. tapetni vzorci). 
Simetrijske grupe se včasih imenujejo tudi polne simetrijske grupe, da bi se poudarilo, da vsebujejo tudi izometrije z obračanjem orientacije, kot so zrcaljenje, drsno zrcaljenje in vrtilno zrcaljenje. Pod njimi so oblike invariantne. Podgrupa z ohranitvijo orientacije, kot so togi premik, vrtenje in njuna kombinacija, ki puščajo oblike invariantne, se imenujejo lastne simetrijske grupe.
Vsako simetrijsko grupo, katere imajo skupno negibno točko, kar velja za končno simetrijsko grupo in za grupe simetrije povezanih oblik, se lahko prikaže kot podgrupo ortogonalne grupe z oznako O(n) tako, da se izbere izhodišče kot negibno točko. Lastna simetrijska grupa je podgrupa posebne ortogonalne grupe SO(n) in se tako imenuje rotacijska grupa oblike.
Diskretne simetrijske grupe so znane v treh oblikah kot  
1. končne točkovne grupe, ki vključujejo samo vrtenje, zrcaljenje in vrtilno inverzijo. So takšne kot podgrupe simetrije O(n).
2. neskončne mrežne grupe, ki lahko vključujejo samo premike
3. neskončne prostorske grupe, ki kombinirajo elemente zgornjih dveh. Vključuje pa lahko posebne transformacije kot so vijačna os in drsno zrcaljenje Znane so tudi zvezne grupe simetrije, ki vključujejo vrtenje za poljubno majhen kot in premike za majhne razdalje. Primer tega so vse ortogonalne simetrije na sferi, ki jo označujemo z O(3).

## V eni razsežnosti
Izometrijske grupe v eni razsežnosti, kjer so vse točke v sliki zaradi izometrije topološko zaprte, so
- trivialna grupa C1
- grupa dveh elementov, ki nastanejo z zrcaljenjem na točki, izomorfni so z grupo C2
- neskončne diskretne grupe, ki nastanejo s premikom. So izomorfne z grupo Z
- neskončne diskretne grupe, ki nastanejo s premikom in zrcaljenjem na točki. So izomorfne s posplošeno diedrsko grupo grupe Z. Označujemo jo z Dih(Z) ali z D∞
- grupa, ki jo povzročajo vsi premiki. Ta grupa ne mora biti grupa vzorcev
- grupa, ki jo ustvarjajo vsi premiki in zrcaljenja na točki

Glej tudi  enorazsežna grupa simetrije.

## V dveh razsežnostih
V dveh razsežnostih (v dvorazsežnem prostoru) imamo
- ciklične grupe C1, C2, C3, C4,... kjer Cn predstavljajo vsa vrtenja okoli fiksne točke za mnogokratnike kota 360º/n
- diedrske grupe D1, D2, D3, D4,... kjer je  Dn (reda 2n) sestavljen iz vrtenj v Cn skupaj z zrcaljenji na n oseh, ki gredo skozi fiksno točko

C1 je trivialna grupa, ki vsebuje samo eno operacijo, to pa je nevtralna operacija, ki nastopi takrat, ko oblika nima simetrije (primer je črka F). 
C2 ima simetrijo enako kot črka Z, C3 ima simetrijo triskeliona, C4 ima simetrijo svastike. Vse naslednje grupe simetrije C5, C6 itd. pripadajo grupam simetrije, ki odgovarjajo oblikam, ki so podobne svastiki in imajo odgovarjajoče število krakov. 
D1 je grupa 2 elementov, ki vsebuje operacijo identitete in eno zrcaljenje.
Ostale izometrijske grupe v dveh razsežnostih s fiksno točko so še
- specialna ortogonalna grupa SO(2), ki jo sestavljajo vrtenja okoli fiksne točke. Imenujemo jo tudi krožna grupa in jo označujemo z S1, kar je multiplikativna grupa kompleksnih števil z absolutno vrednostjo enako 1. To je lastna grupa simetrije krožnice in tudi zvezni ekvivalent C1. Ni oblike, ki bi bila polna grupa simetrije krožne grupe.
- ortogonalna grupa O(2), ki je sestavljena iz vseh vrtenj okoli fiksne točke in zrcaljenj preko katerekoli osi skozi to fiksno točko. To je grupa simetrij krožnice. Imenujemo ga tudi Dih(S1), ker je posplošena diedrska grupa S1.

Za nepovezane oblike lahko izometrija vključuje tudi premik. Zaprte oblike so
- 7 frizijskih grup
- 17 tapetnih grup
- za vsako od grup simetrije v eni razsežnosti so kombinacije vseh simetrij v tej grupi v eni smeri ter v grupi vseh premikov v pravokotni smeri.
- prej omenjene grupe z zrcaljenji na premici v prvotni smeri

## V treh razsežnostih
Glede na konjugacijo je množica v treh razsežnostih sestavljena iz 7 neskončnih serij in 7 posebnih skupin. 
Zvezne grupe simetrije s fiksno točko vključujejo tudi
- cilindrično simetrijo brez ravnine simetrije pravokotne na osi
- cilindrično simetrijo zs simetrijo ravnine pravokotne na osi
- sferno simetrijo